# Ћирвајз
Ћирвајз или Ћириз је лепак који су у Србији користили обућари, опанчари, обично за лепљење ђона на опанак. Ћирвајз се прави отапањем ситно исецканих комадића гуме у нафти. За ову сврху, најчешће је коришћена унутрашња аутомобилска гума која је ситно сецкана. Комадићи гуме би се ставили у флашу а остатак флаше би се допунио нафтом након чега би се флаша добро затворила и залила воском. Тако припремљена флаша би стала по неколико месеци и повремено би се мућкала.